# Isabelle Harrison
Isabelle Harrison est une joueuse de basket-ball américaine, née le 27 septembre 1993 à Nashville, (Tennessee).

## Biographie

### Carrière universitaire
Elle est issue d'une famille nombreuse, dixième de douze enfants. Elle forge son jeu en affrontant ses aînés sur le playground familial. La sport de haut niveau irrigue la famille puisque ses deux frères ainées D.J. et David ont fait une carrière professionnelle de basket-ball à l'étranger, alors que sa sœur DeeDee est une joueuse de volley-ball professionnelle formée aux Lady Vols. Elle-même a pratiqué le basket-ball et le volley-ball en high school à Hillsboro. Son père a été un joueur de football américain pendant dix saisons de NFL aux Eagles de Philadelphie, 49ers de San Francisco et aux Falcons d'Atlanta. Elle joue sa saison freshman sous la direction de la légendaire coach Pat Summitt. Les Lady Vols atteignent le Sweet 16 en 2014 et l'Elite Eight en 2012, 2013 et 2015. Elle obtient son diplôme en études de communication en trois ans et les complète par d'autres qualifications.
Elle se révèle lors de sa saison junior au cours de laquelle elle réussit 18 doubles-doubles, dépassant le précédent record de cette année des Lady Vols détenu par Chamique Holdsclaw avec 16 en 1997-1998, seule Candace Parker en ayant réussi plus (21) mais lors de son année sophomore. En junior et senior, elle est élue dans le meilleur cinq de la Southeastern Conference avec les Lady Vols du Tennessee, bien que sa saison senior soit écourtée après une blessure au ligament du genou en février 2015.

### WNBA
Bien que blessée, elle est choisie en 12e position par le Mercury de Phoenix lors de la draft WNBA 2015 alors qu'elle était considérée potentiellement comme l'un des deux premiers choix avant sa blessure. Remise de sa grave blessure aux deux ménisques, du ligament croisé postérieur et du ligament croisé antérieur du genou, elle retrouve le Mercury pour la saison WNBA 2016 après 400 jours de convalescence : « C'était quelque chose d'important pour moi d'être choisie cette année [de blessure]. Ils savaient que je ne pourrais pas jouer l'année dernière et ils ont pris un risque avec moi. J'ai jugé que c'était un choix courageux. Cela m'a gardé motivé. » Elle s'illustre lors de la série en demi-finales face au Lynx du Minnesota. Kelsey Bone blessée au coude, elle est responsabilisée et réussit six points et prend neuf rebonds (dont sept dans le second quart-temps) lors de la deuxième manche alors que la All-Star Brittney Griner est limitée par les fautes à deux points et deux rebonds.
Elle est échangée avec le cinquième choix de la draft WNBA 2017 par le Mercury avec les Stars en échange de l'arrière All-Star Danielle Robinson. Pour sa seconde saison professionnelle, ses statistiques bondissent à 11,9 points et 6,5 rebonds. Titulaire, elle égale son meilleur total avec 23 points face au Dream d'Atlanta le 12 août et s'impose comme un élément majeur dans la série de quatre victoires des Stars au sein d'une saison difficile. En avril 2018, elle annonce faire l'impasse sur la saison WNBA 2018 avec les Aces de Las Vegas pour raisons médicales.
En mai 2019, elle fait partie des joueuses envoyées aux Wings de Dallas en échange de Liz Cambage.

### A l'étranger
En juin 2016, elle signe son premier contrat à l'étranger avec le club polonais du CCC Polkowice. Le club atteint les demi-finales de la Coupe de Pologne. En championnat, ses moyennes sont de 12,3 points à 58,3 % de réussite et 6,2 rebonds en 20,3 minutes et de 10,5 points à 54,7 % de réussite et 5,5 rebonds en 21,8 minutes en Euroligue.
Pour 2017-2018, elle joue en Corée du Sud avec KEB Hanabank.

## Clubs

### NCAA
- 2011-2015 :  Volunteers du Tennessee

### WNBA
- 2016 :  Mercury de Phoenix
- 2017- :  Stars de San Antonio puis Aces de Las Vegas

### Europe
- 2016-2017 :  CCC Polkowice

## Distinctions individuelles
- Meilleur cinq de la Southeastern Conference (2014, 2015[3])
- Meilleure joueuse de la Southeastern Conference (2014[5])
- SEC Academic Honor Roll (2012, 2013, 2014, 2015[3])